# Xorides iwatensis
Xorides iwatensis là một loài tò vò trong họ Ichneumonidae.